# The Trial of the Incredible Hulk
The Trial of the Incredible Hulk is een Amerikaanse televisiefilm uit 1989, gebaseerd op het Marvel Comics strippersonage de Hulk. De film is de tweede film gemaakt naar aanleiding van de live-action televisieserie over de Hulk.

## Verhaal
David Banner is nog altijd op de vlucht vanwege zijn agressieve alter-ego, de Hulk. In een metro is hij getuige van een overval en verandert hij wederom in de Hulk. Als Hulk richt hij een ravage aan. Nadat hij weer is terugveranderd in David, wordt hij gearresteerd en krijgt de schuld van de overval. David zal spoedig voor de rechter moeten verschijnen, en vreest voor wat er kan gebeuren als hij in de rechtszaak zijn woede niet meer onder controle kan houden. Hij krijgt dan ook een nachtmerrie waarin hij inderdaad in de hulk verandert midden in de rechtszaal.
David krijgt hulp van de blinde advocaat Matt Murdock, die bereid is Davids onschuld te bewijzen. Matt is echter net als David niet wat hij lijkt. Matt is jaren terug blind geworden door een ongeluk met radioactief afval, maar dit heeft tegelijk zijn andere zintuigen enorm verscherpt. Overdag is hij een gerespecteerde advocaat, maar ’s nachts bevecht hij criminelen als de superheld/vigilante Daredevil.
Banner en Murdock ontdekken uiteindelijk elkaars alter-ego’s wanneer Murdock in een val wordt gelokt door een crimineel meesterbrein genaamd de Kingpin. Vervolgens werken de twee samen om een einde te maken aan de Kingpin’s activiteiten.

## Rolverdeling
| Acteur           | Personage               |
| ---------------- | ----------------------- |
| Bill Bixby       | Dr. David Bruce Banner  |
| Lou Ferrigno     | de Hulk                 |
| Rex Smith        | Matt Murdock/Daredevil  |
| John Rhys-Davies | Wilson Fisk/Kingpin     |
| Nancy Everhard   | Christa Klein           |
| Joseph Mascolo   | Albert G. Tendelli      |
| Marta DuBois     | Ellie Mendez            |
| Nicholas Hormann | Edgar                   |
| Stan Lee         | voorzitter van de jury. |

## Achtergrond
Het verhaal van deze film was duidelijk grimmiger dan dat van de andere twee films en de afleveringen van de televisieserie.
De film werd niet al te best ontvangen. Fans waren vooral geïrriteerd door het feit dat de Hulk in deze film naar de achtergrond verdwijnt om plaats te maken voor Daredevil. Verder was het feit dat Banner niet op het eind weer in de Hulk verandert een punt van kritiek bij fans, hoewel sommigen dit zien als teken dat Banner zijn gevecht tegen de Hulk aan het winnen is.

## Trivia
- Dit is de eerste Marvel film waarin Stan Lee een cameo heeft
- Daredevil’s kostuum uit deze film is geheel zwart. zoals in de nieuwe 2015 serie daredevil van netflix.
- Dit was de eerste keer in zowel de televisieserie als de televisiefilms dat de Hulk zijn bekende paarse broek draagt.